# Isolatorenmuseum

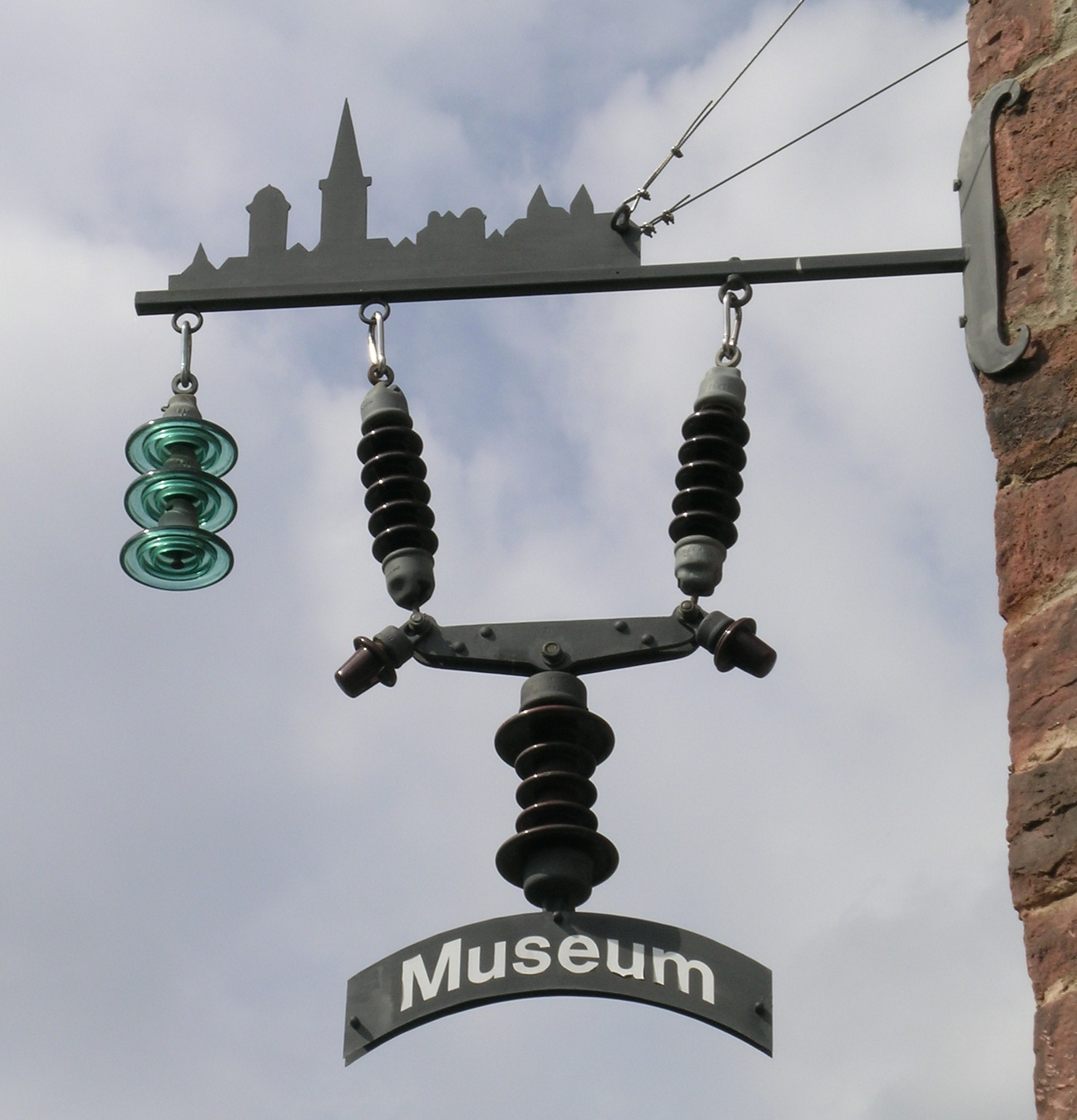
Erkennungszeichen am Gebäude

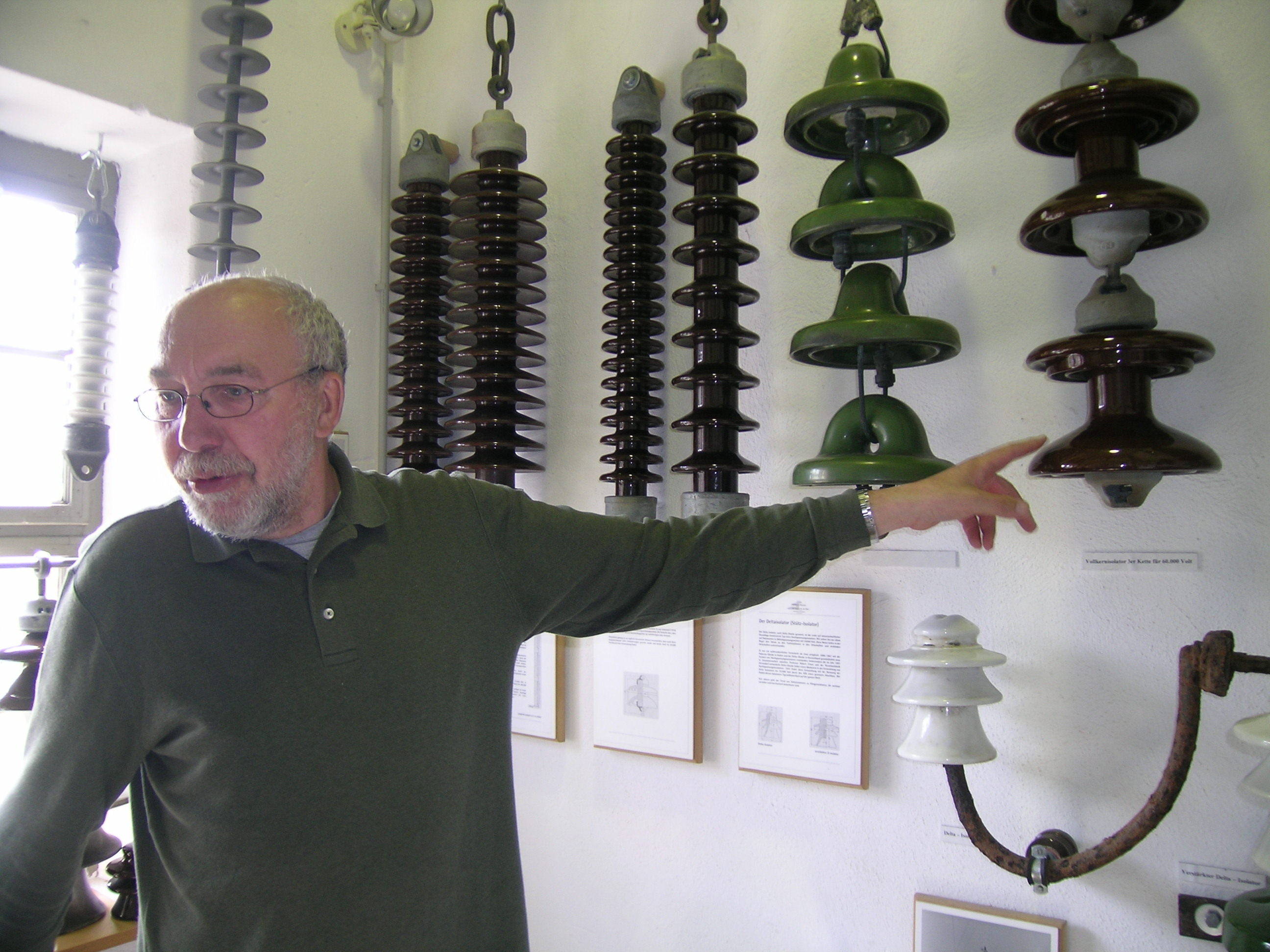
Der Inhaber während der Führung für den Wikipedia-Stammtisch Unterfranken

Das Isolatorenmuseum in Lohr am Main zeigt einen großen Teil der privaten Isolatoren-Sammlung von Lothar Vormwald und wurde am 20. Juni 2004 als drittes Museum der unterfränkischen Stadt eröffnet. Es gilt als einziges seiner Art in Deutschland.

## Sammlung
Die private Sammlung, die der gelernte Starkstromelektriker unter Mitwirkung seiner Frau Daniele Vormwald aufgebaut hat, umfasst mehr als 600 Isolatoren aus über 40 Ländern. Dargestellt werden die unterschiedlichen Größen und Bauformen von Isolatoren sowie deren historische Entwicklung. Die kleinsten Isolatoren der Sammlung stammen von Fernmeldeleitungen und sind nicht größer als ein Fingerhut, das größte Ausstellungsstück ist eine dreiteilige Isolatorkette einer 380-kV-Hochspannungsleitung mit einer Länge von über 3 m und einer Masse von 150 kg.
Die Herstellungsdaten reichen von der Jahrhundertwende bis heute, die meisten stammen aus dem Jahre 1919 und sind damit so alt wie das Gebäude. Auf vielen sind Firmenzeichen und Baujahr noch zu erkennen.
Das Museum wird auf Anmeldung geöffnet.

## Gebäude

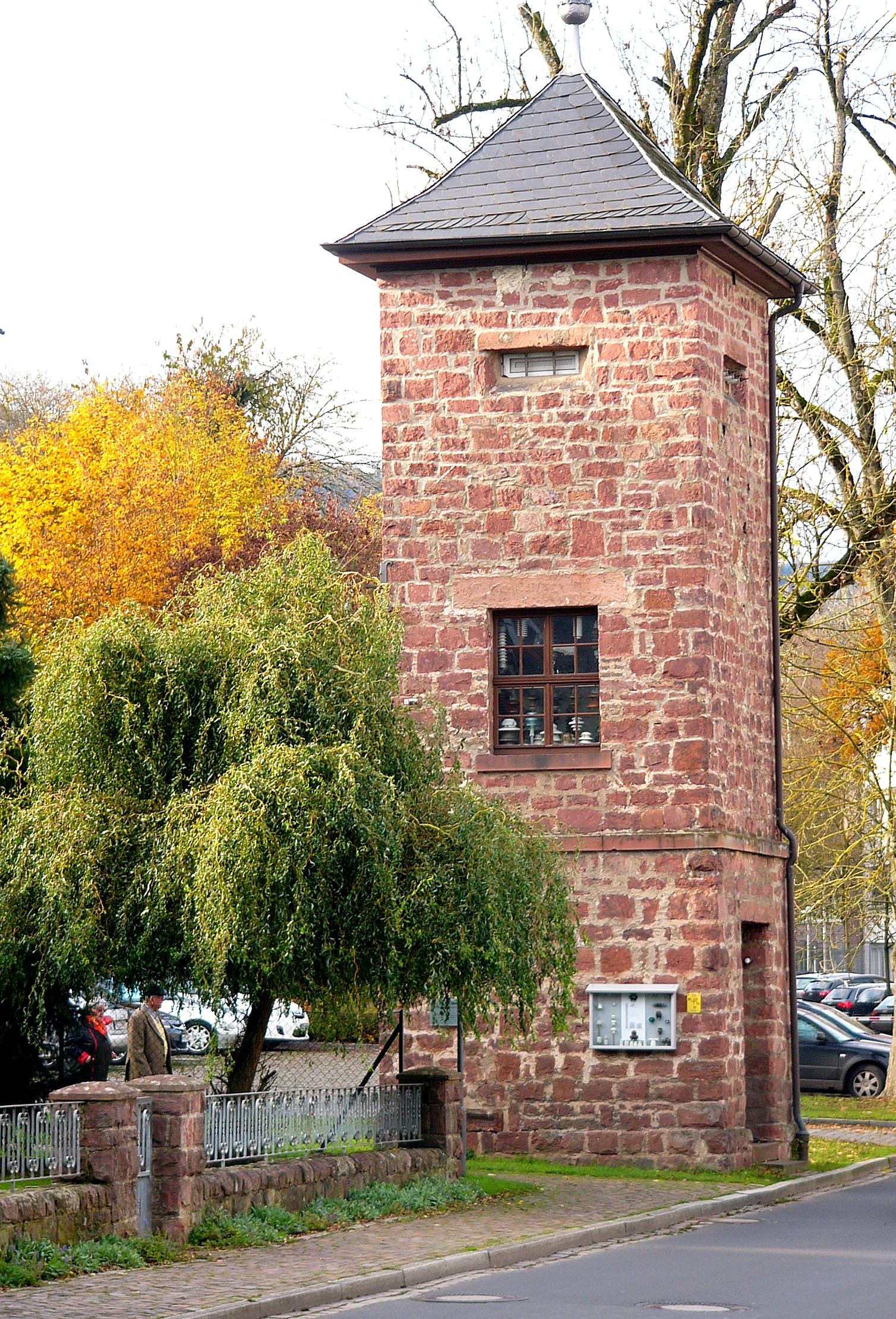
Museumsgebäude

Das Museum befindet sich auf zwei Etagen mit einer Fläche von 2,5 m × 2,5 m in einer außer Betrieb genommenen Turmstation in der Haaggasse und beansprucht den Titel „kleinstes Museum Deutschlands“. 
Der turmartige Bruchsteinbau mit Pyramidendach und Wetterfahne aus dem Jahr 1920 ist seit Sommer 2000 unter der Aktennummer D-6-77-155-2 in der Denkmalliste von Lohr eingetragen. 2001 hatte die Stadtverwaltung beschlossen, das Gebäude wegen mangelnder Standsicherheit abzureißen, stieß jedoch auf Widerstand beim Bayerischen Landesamt für Denkmalpflege. In den folgenden Jahren wurde das Gebäude mit Hilfe vieler Geld- und Sachspenden sowie dem persönlichen Einsatz des Sammlers und Museumsleiters saniert und renoviert.